# Jeanne de Laval (1405-1468)
Pour les articles homonymes, voir Jeanne de Laval.
Titre
comtesse de Vendôme
24 août 1424 – 21 décembre 1446
Jeanne de Laval (dame de Campzillon), née en octobre 1405 et morte le 18 décembre 1468 au château de Lavardin, est la fille de Guy XIII de Laval et d'Anne de Laval (1385-1466).

## Biographie

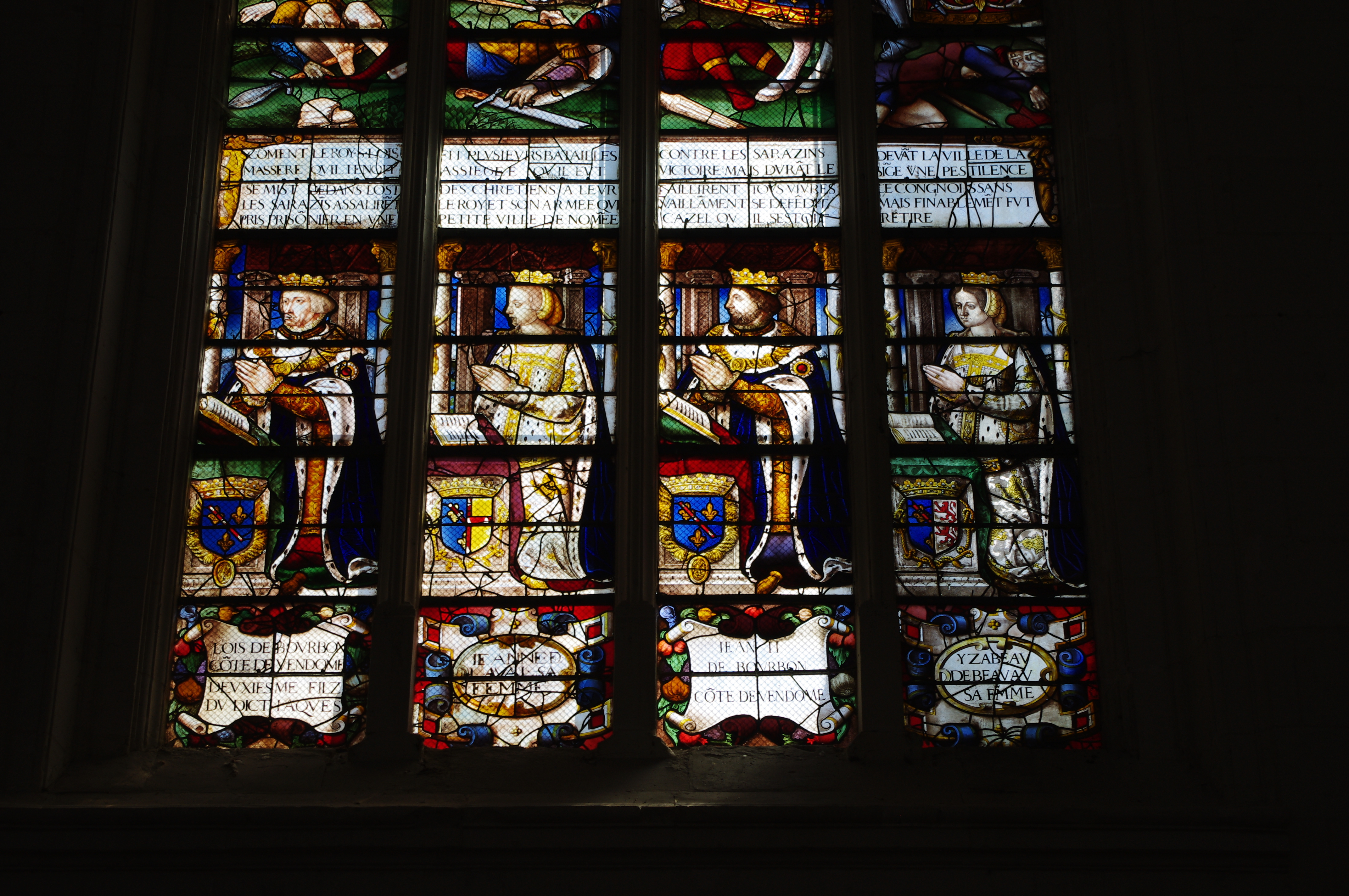
Les donateurs de la Sainte-Chapelle de Champigny-sur-Veude : Louis de Bourbon-Vendôme, Jeanne de Laval, Jean II de Bourbon, Isabelle de Beauvau (baie no 6)

### Le sort des enfants
Pour l'Art de vérifier les dates, les enfants de la famille de Laval, à la mort de Guy XIII de Laval en 1414, étaient mineurs, il y a procès pour leur tutelle entre Raoul IX de Montfort, leur aïeul, et Anne, leur mère. 
Le 3 juin 1417, Raoul IX de Montfort profitant du grabuge apporté par Anne de Laval, fait valoir ses prétentions à obtenir la garde de ses petits-enfants. Il profite de la discorde de la mère et la fille pour la confusion des dites Anne et Jeanne est bon qu'il ait ladite garde, faisant ainsi courir le risque qu'il les éduque et les marie à sa convenance, ou pire, qu'il récupère leur héritage par leur mort accidentelle car ceulz de Montfort seroient leurs héritiers s'ilz estoient mors.
Jeanne et Anne s'allient alors plus ou moins, contre cette menace commune. La garde des enfants était alors confiée à Jeanne de Laval-Tinténiac et le gouvernement de leurs terres héritées de leur père à Louis de Loigny. Anne est encore alors sous la protection du roi puisqu'elle ne parle pas en son nom propre, mais accompagnée de Guillaume d'Orenge. 
Depuis le pourparlé du second mariage, la garde des enfants appartient à Jeanne et c'est à elle avant tout de défendre son statut de tutrice. Anne fait valoir le droit : Dans la coutume d'Anjou et du Maine, un remariage n'empêche pas la garde des enfants, comme le conteste Raoul de Montfort. Les enfants sont d'abord de Laval avant d'être de Bretagne.  
Il est précisé que ladicte Anne emploie ce que dit la dicte dame Jehanne. Anne confirme les dires de sa mère, et rajoute que la dicte requeste ne se doit point adrecier contre elle [...] n'a mie la puissance ne la garde de ses dits enfans, mais est enfermée par le fait de la dite dame Jehanne, sa mère.
L'affaire est conclue en faveur d'Anne, car la garde fut adjugée à celle-ci (Anne) par sentence de la justice du Mans, dont il y eut appel au Parlement, qui confirma ce jugement par un arrêt de l'an 1417.

### Famille
Selon Pierre Le Baud, un accord établi entre Jean V de Bretagne et Anne de Laval aurait fiancé à la fois Jeanne de Laval avec Richard de Bretagne, frère de Jean V, et Guy XIV de Laval avec une fille de Jean IV d'Alençon, nièce du duc. Pour Bertrand de Broussillon, on ne connaît aucun document confirmant ses allégations.
Jeanne épouse par traité le 24 août 1424 : Louis Ier de Bourbon-Vendôme, comte de Vendôme, avec condition, qu'elle devenant principale héritière de ses mères, aïeux et ses frères, le second fils qui sortirait d'elle et du comte de Vendôme, serait tenu de porter le nom et surnom de Laval, et les cris et pleines armes de cette maison, écartelée de celle de France. Jeanne de Laval était tante d'Anne de Laval, seconde fille de Guy XVI de Laval, qui avait épousé en 1521 François de la Trémoille, bisaïeul d'Henri III de La Trémoille, héritier en 1603 du comté de Laval et de la baronnie de Vitré.
Avec Louis, elle a :
- Jean VIII (1428-1477), comte de Vendôme ;
- Catherine (née en 1425, morte jeune) ;
- Gabrielle (née en 1426, morte jeune - pourrait être Catherine).

Le 21 novembre 1446 son époux meurt. Elle meurt au château de Lavardin le 18 décembre 1468.

### Représentation
Louis de Bourbon et Jeanne de Laval sont représentés dans l'une des verrières de la Sainte-Chapelle de Champigny-sur-Veude. L'œuvre datant de 1535, il n'existe aucune probabilité pour Bertrand de Broussillon pour qu'elle contienne  les portraits authentiques des personnages du XVe siècle.